# Yeldulknie Conservation Park
Yeldulknie Conservation Park är en park i Australien. Den ligger i delstaten South Australia, omkring 240 kilometer nordväst om delstatshuvudstaden Adelaide.
Trakten runt Yeldulknie Conservation Park är nära nog obefolkad, med mindre än två invånare per kvadratkilometer.. Närmaste större samhälle är Cleve, nära Yeldulknie Conservation Park. 
Omgivningarna runt Yeldulknie Conservation Park är i huvudsak ett öppet busklandskap. Genomsnittlig årsnederbörd är 443 millimeter. Den regnigaste månaden är juni, med i genomsnitt 80 mm nederbörd, och den torraste är oktober, med 9 mm nederbörd.